# Escudo de Nava

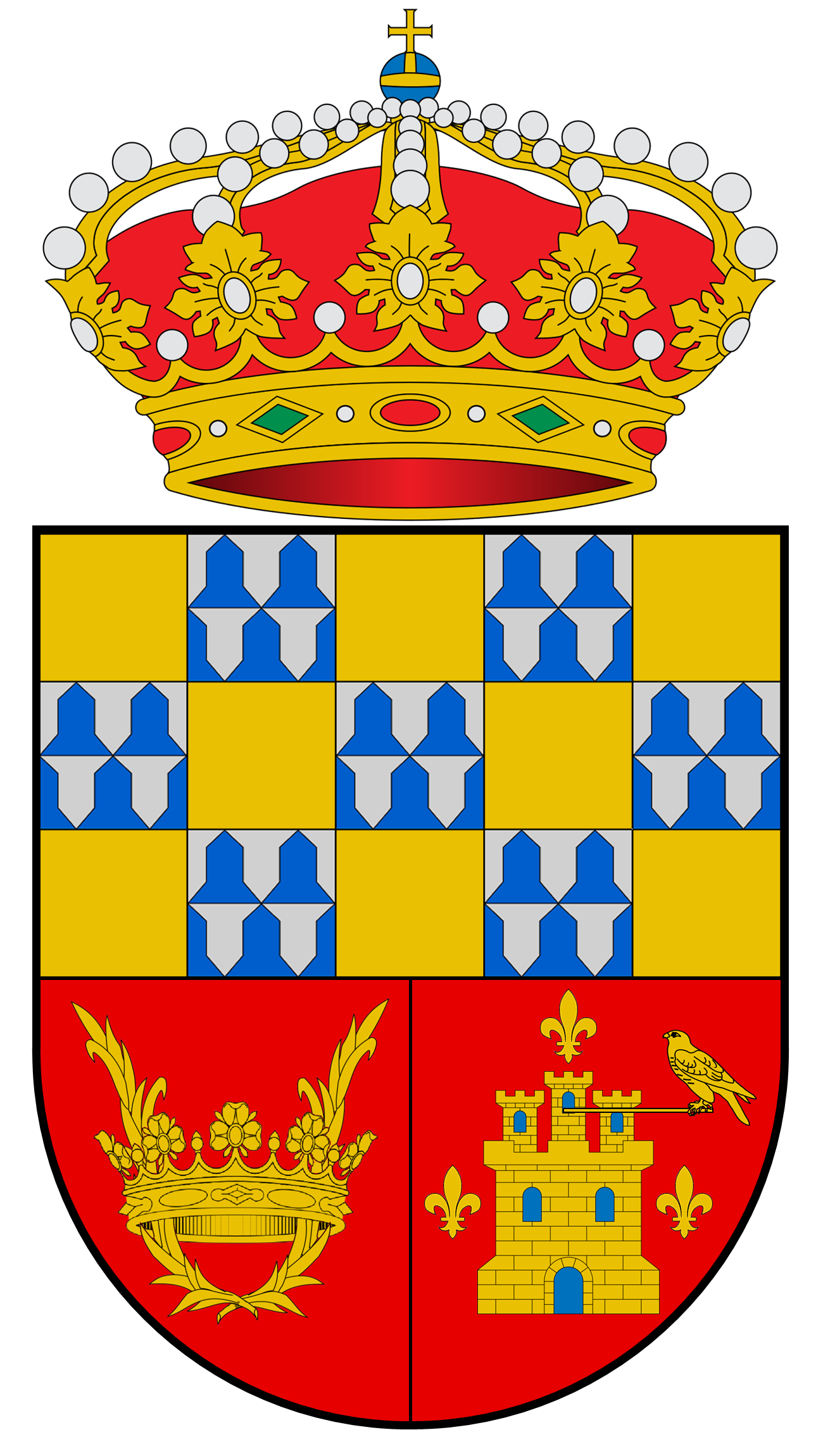

El escudo del concejo asturiano de Nava fue aprobado el 9 de noviembre de 1996. Tiene su origen en el blasón utilizado por Octavio Bellmunt y Fermín Canella en su obra "Asturias".
Es cortado y medio partido.
- Primer cuartel cortado, jaquelado de oro y veros. Este está formado por las armas de la familia Álvarez de las Asturias, que forma también parte de numerosos escudos de Asturias y León.

- Segundo cuartel partido, dos palmas de oro puestas en aspa, surmontada de una corona real abierta, también de oro. Estas son las armas del Real Monasterio de San Pelayo de Oviedo, al que perteneció parte del concejo de San Bartolomé, hoy integrado en Nava. Las dos palmas y el campo rojo simbolizan el martirio de San Pelayo, sus restos están en una urna bajo el altar mayor de la iglesia del convento. La corona hace alusión al carácter real.

- Tercer cuartel, en gules, una torre de oro, almenada, mazonada de sable y aclarada de azur, acompañada de tres flores de lis, con una rama de oro saliendo de una de sus ventanas y posado sobre ella un halcón, del mismo metal, situado al lado siniestro del cuartel. Estas son las armas de la familia Posadas, titulares del Señorío de Tresalí.

Al timbre corona real, cerrada. 
- Datos: Q5838164